# Shin Bong-shik
Shin Bong-shik (* 31. Mai 1992 in Ansan) ist ein ehemaliger südkoreanischer Snowboarder. Er startete in den Paralleldisziplinen.

## Werdegang
Shin startete international im Dezember 2007 in Haus im Ennstal erstmals im Europacup und belegte dabei den 29. Platz im Riesenslalom. Bei den Juniorenweltmeisterschaften 2008 in Chiesa in Valmalenco belegte er den 33. Platz im Parallelslalom und den 26. Rang im Parallel-Riesenslalom. In der Saison 2008/09 kam er bei den Juniorenweltmeisterschaften 2009 in Nagano auf den 24. Platz im Parallel-Riesenslalom sowie auf den achten Rang im Parallelslalom und bei den Snowboard-Weltmeisterschaften 2009 in Gangwon auf den 49. Platz im Parallelslalom sowie auf den 43. Rang im Parallel-Riesenslalom. Sein Debüt im Snowboard-Weltcup hatte er im Oktober 2009 in Landgraaf, welches er auf dem 38. Platz im Parallelslalom beendete. Nachdem er zu Beginn der Saison 2010/11 bei den Juniorenweltmeisterschaften 2010 in Cardrona den 19. Platz im Parallel-Riesenslalom sowie den 14. Platz im Parallelslalom errang, fuhr er bei der Winter-Universiade 2011 in Erzurum auf den 13. Platz im Parallel-Riesenslalom und bei den Snowboard-Weltmeisterschaften 2011 in La Molina auf den 39. Platz im Parallelslalom sowie auf den 29. Rang im Parallel-Riesenslalom. Bei den Juniorenweltmeisterschaften 2011 in Chiesa in Valmalenco belegte er den 30. Platz im Parallelslalom sowie den 13. Rang im Parallel-Riesenslalom, bei den Juniorenweltmeisterschaften 2012 in der Sierra Nevada den 20. Platz im Parallelslalom sowie den vierten Rang im Parallel-Riesenslalom und bei den Snowboard-Weltmeisterschaften 2013 in Stoneham den 39. Platz im Parallel-Riesenslalom sowie den 35. Platz im Parallelslalom. Nachdem er zu Beginn der Saison 2013/14 bei der Winter-Universiade 2013 in Monte Bondone Sechster im Parallel-Riesenslalom wurde, erreichte er in Bad Gastein mit dem zehnten Platz seine beste Platzierung im Weltcup und zum Saisonende mit dem 34. Platz im Parallel-Weltcup sein bestes Gesamtergebnis. Beim Saisonhöhepunkt, den Olympischen Winterspielen 2014 in Sotschi, kam er auf den 26. Platz im Parallel-Riesenslalom und auf den 23. Rang im Parallelslalom. Im folgenden Jahr gelang ihn bei den Weltmeisterschaften am Kreischberg den 50. Platz im Parallelslalom und den 38. Rang im Parallel-Riesenslalom. Seinen 46. und damit letzten Weltcup absolvierte er im Februar 2019 in Pyeongchang, welchen er auf dem 34. Platz im Parallel-Riesenslalom beendete.

## Teilnahmen an Weltmeisterschaften und Olympischen Winterspielen

### Olympische Winterspiele
- 2014 Sotschi: 23. Platz Parallelslalom, 26. Platz Parallel-Riesenslalom

### Snowboard-Weltmeisterschaften
- 2009 Gangwon: 43. Platz Parallel-Riesenslalom, 49. Platz Parallelslalom
- 2011 La Molina: 29. Platz Parallel-Riesenslalom, 39. Platz Parallelslalom
- 2013 Stoneham: 35. Platz Parallelslalom, 39. Platz Parallel-Riesenslalom
- 2015 Kreischberg: 38. Platz Parallel-Riesenslalom, 50. Platz Parallelslalom

## Weltcup-Gesamtplatzierungen
| Saison  | Parallel | Parallel | Parallel-Riesenslalom | Parallel-Riesenslalom | Parallelslalom | Parallelslalom |
| Saison  | Punkte   | Platz    | Punkte                | Platz                 | Punkte         | Platz          |
| ------- | -------- | -------- | --------------------- | --------------------- | -------------- | -------------- |
| 2009/10 | 37       | 65.      | -                     | -                     | -              | -              |
| 2010/11 | 18       | 74.      | -                     | -                     | -              | -              |
| 2012/13 | 74       | 54.      | 40                    | 57.                   | 33             | 54.            |
| 2013/14 | 327      | 34.      | 39                    | 51.                   | 288            | 27.            |
| 2014/15 | 235      | 40.      | 19                    | 52.                   | 216            | 36.            |
| 2015/16 | 268      | 36.      | 110                   | 37.                   | 158            | 36.            |
| 2016/17 | 32       | 68.      | 32                    | 60.                   | -              | -              |
| 2017/18 | 182,2    | 49.      | 134,2                 | 45.                   | 48             | 50.            |
| 2018/19 | 50       | 62.      | 50                    | 60.                   | -              | -              |